# Ardisia insignis
Ardisia insignis là một loài thực vật có hoa trong họ Anh thảo. Loài này được Mez & Pittier mô tả khoa học đầu tiên năm 1903.